# 韦特
韦特，是西班牙卡斯蒂利亚-拉曼恰昆卡省的一个市镇。总面积378平方公里，总人口2151人（2001年），人口密度6人/平方公里。